# Alopecurus laguroides
Alopecurus laguroides är en gräsart som beskrevs av Benedict Balansa. Alopecurus laguroides ingår i släktet kavlen, och familjen gräs. Inga underarter finns listade i Catalogue of Life.